# هاناهان
هاناهان (كارولاينا الجنوبية) (بالإنجليزية: Hanahan, South Carolina)‏ هي مدينة تقع في الولايات المتحدة في مقاطعة بيركلي. يقدر عدد سكانها بـ 17,997 نسمة ومساحتها 29.8 كم2 وترتفع عن سطح البحر 16 متر.

## التركيبة السكانية
حدّد مكتب تعداد الولايات المتحدة بيانات التركيبة السكانية لهاناهان في تعداد الولايات المتحدة. في ما يلي، التركيبة السكانية حسب تعدادي 2000 و2010.

### تعداد عام 2000
بلغ عدد سكان هاناهان 12,937 نسمة بحسب تعداد عام 2000، وبلغ عدد الأسر 5,243 أسرة وعدد العائلات 3,339 عائلة مقيمة في المدينة. في حين سجلت الكثافة السكانية 432.1 نسمة لكل كيلومتر مربع (1,119.1/ميل2). وبلغ عدد الوحدات السكنية 5,698 وحدة بمتوسط كثافة قدره 190.3 لكل كيلومتر مربع (492.9/ميل2).
وتوزع التركيب العرقي للمدينة بنسبة 81.65% من البيض و12.72% من الأمريكيين الأفارقة و0.36% من الأمريكيين الأصليين و2.04% من الأمريكيين ذوي الأصول الآسيوية و0.05% من سكان جزر المحيط الهادئ و1.31% من الأعراق الأخرى و1.89% من عرقين مختلطين أو أكثر و3.17% من الهسبانيون أو اللاتينيون من أي عرق.
بلغ عدد الأسر 5,243 أسرة كانت نسبة 31.1% منها لديها أطفال تحت سن الثامنة عشر تعيش معهم، وبلغت نسبة الأزواج القاطنين مع بعضهم البعض 46.1% من أصل المجموع الكلي للأسر، ونسبة 13.1% من الأسر كان لديها معيلات من الإناث دون وجود شريك، بينما كانت نسبة 4.6% من الأسر لديها معيلون من الذكور دون وجود شريكة وكانت نسبة 36.3% من غير العائلات. تألفت نسبة 27.7% من أصل جميع الأسر من عدة أفراد يعيشون في نفس المنزل ونسبة 7.4% كانت تتألف من شخص يعيش بمفرده يبلغ من العمر 65 عاماً أو أكثر. وبلغ متوسط حجم الأسرة المعيشية 2.34، أما متوسط حجم العائلات فبلغ 2.84.
بلغ العمر الوسطي للسكان 35.0 عاماً. وكانت نسبة 21% من القاطنين تحت سن الثامنة عشر، وكانت نسبة 11.3% بين الثامنة عشر والرابعة والعشرين عاماً، ونسبة 28.8% كانت واقعةً في الفئة العمرية ما بين الخامسة والعشرين والرابعة والأربعين عاماً، ونسبة 22.2% كانت ما بين الخامسة والأربعين والرابعة والستين، ونسبة 11.5% كانت ضمن فئة الخامسة والستين عاماً فما فوق. يوجد لكل 100 أنثى 102.6 ذكر، ويوجد لكل 100 أنثى في الثامنة عشر من عمرها فما فوق 100.5 ذكر.
بلغ متوسط دخل الأسرة في المدينة 39,327 دولارًا، أما متوسط دخل العائلة فبلغ 45,246 دولارًا. وكان متوسط دخل الذكور 30,354 دولارًا مقابل 22,374 دولارًا للإناث. وسجل دخل الفرد الخاص بالمدينة 22,629 دولارًا. وكانت نسبة 6% من العائلات ونسبة 7.4% من السكان تحت خط الفقر، وكان من هؤلاء نسبة 10.9% تحت سن الثامنة عشر ونسبة 6.2% في الخامسة والستين من العمر وما فوق.

### تعداد عام 2010
بلغ عدد سكان هاناهان 17,997 نسمة بحسب تعداد عام 2010، وبلغ عدد الأسر 7,092 أسرة وعدد العائلات 4,740 عائلة مقيمة في المدينة. في حين سجلت الكثافة السكانية 601.1 نسمة لكل كيلومتر مربع (1,556.8/ميل2). وبلغ عدد الوحدات السكنية 7,817 وحدة بمتوسط كثافة قدره 261.1 لكل كيلومتر مربع (676.2/ميل2).
وتوزع التركيب العرقي للمدينة بنسبة 74.71% من البيض و13.86% من الأمريكيين الأفارقة و0.61% من الأمريكيين الأصليين و3.45% من الأمريكيين ذوي الأصول الآسيوية و0.08% من سكان جزر المحيط الهادئ و4.43% من الأعراق الأخرى و2.87% من عرقين مختلطين أو أكثر و9.10% من الهسبانيون أو اللاتينيون من أي عرق.
بلغ عدد الأسر 7,092 أسرة كانت نسبة 35% منها لديها أطفال تحت سن الثامنة عشر تعيش معهم، وبلغت نسبة الأزواج القاطنين مع بعضهم البعض 46.9% من أصل المجموع الكلي للأسر، ونسبة 13.9% من الأسر كان لديها معيلات من الإناث دون وجود شريك، بينما كانت نسبة 6.1% من الأسر لديها معيلون من الذكور دون وجود شريكة وكانت نسبة 33.2% من غير العائلات. تألفت نسبة 25.6% من أصل جميع الأسر من عدة أفراد يعيشون في نفس المنزل ونسبة 7.1% كانت تتألف من شخص يعيش بمفرده يبلغ من العمر 65 عاماً أو أكثر. وبلغ متوسط حجم الأسرة المعيشية 2.52، أما متوسط حجم العائلات فبلغ 3.00.
بلغ العمر الوسطي للسكان 34.2 عاماً. وكانت نسبة 24.3% من القاطنين تحت سن الثامنة عشر، وكانت نسبة 9.4% بين الثامنة عشر والرابعة والعشرين عاماً، ونسبة 31.9% كانت واقعةً في الفئة العمرية ما بين الخامسة والعشرين والرابعة والأربعين عاماً، ونسبة 23.6% كانت ما بين الخامسة والأربعين والرابعة والستين، ونسبة 10.8% كانت ضمن فئة الخامسة والستين عاماً فما فوق. وتوزع التركيب الجنسي للسكان بنسبة 50.3% ذكور و49.7% إناث.

## أعلام
- جاك هنتر